# David Oltolina
David Oltolina  (Chos Malal, Argentina; 22 de marzo de 1985) es un exfutbolista argentino que jugaba de volante. Su último club fue Altos Hornos Zapla.

## Clubes
| Club                              | País      | Año         |
| --------------------------------- | --------- | ----------- |
| Defensores de Cambaceres          | Argentina | 2005 - 2008 |
| Berazategui                       | Argentina | 2008 - 2010 |
| Club Atlético Ferrocarril Midland | Argentina | 2010 - 2011 |
| Berazategui                       | Argentina | 2011 - 2012 |
| Sacachispas Fútbol Club           | Argentina | 2012 - 2014 |
| Boyacá Chicó F.C                  | Colombia  | 2014 - 2015 |
| Berazategui                       | Argentina | 2015 - 2017 |
| Altos Hornos Zapla                | Argentina | 2017 - 2018 |